# Caledonotrichia extensa
Caledonotrichia extensa är en nattsländeart som beskrevs av Darcy B. Kelley 1989. Caledonotrichia extensa ingår i släktet Caledonotrichia och familjen smånattsländor. Inga underarter finns listade i Catalogue of Life.